# Дірк II
Дірк II (фриз. Durk II, нід. Dirk II; бл. 930/931 — 6 травня 988) — граф Західної Фрисландії (Голландії) в 928/949—988 роках.

## Життєпис
Походив з династії Герульфінгів. Син або онук Дірка I, графа Західної Фрисландії. 938 року заручився з донькою фландрського графа Арнульфа.
Посів трон між 939 та 949 роками. Перша письмова згадка відноситься до 950 року, коли в Егмонді заклав кам'яну церкву. Протягом правління також активно розбудовував Егмондське абатство Св. Адальберта. Одружився з Гільдегардою, донькою Арнульфа I, графа Фландрії. 962 року отримав від тестя бургграфство Гент.
965 року став опікуном небожа Арнульфа II, що отримав графство Фландрське після смерті діда Арнульфа I. З цього часу Дірк II часто титулював себе маркграфом. Водночас вправно маневрував між Західнофранкським і Східнофранкським королівствами. У 968 або 969 році отримав від західнофранкського короля Лотаря область Васланд.
У 972 році придбав землі навколо Рейнсбурга, поблизу Лейдена, проти чого виступили селяни. Втім Дірк II швидко придушив повстання. У 970-х роках Егмондське абатство було передано бенедиктинському ордену. 975 року завершено зведення жіночого монастиря в Егмонді.
981 року відправив сина Арнульфа супроводжувати імператора Оттона II у поході до Італії. 985 року імператор Оттон III як лени передав Дірку II область в Нижньому Маасі (між Ліером та Ейсселем), Кінгем (Кеннемерланд) і о. Тексель. Дірк II збудував неподалік Влардінгена фортецю.
Помер 988 року. Поховано в Егмондському абатстві. Йому спадкував старший син Арнульф.

## Родина
Дружина — Гільдегарда, донька Арнульфа I, графа Фландрії
Діти:
- Арнульф (бл. 950/955 — 993), граф Західної Фрисландії (Голландії)
- Егберт (бл. 955—993), архієпископ Тріра
- Ерлінда (953—1012), абатиса монастиря Беннебрук